# صبحانه قهرمانان (فیلم)
صبحانهٔ قهرمانان (انگلیسی: Breakfast of Champions) فیلمی به کارگردانی آلن رودولف است که در سال ۱۹۹۹ منتشر شد.

## داستان
داستان در مورد شهری خیالی در اواسط غرب است که خانهٔ شخصیت‌هایی منحصر به فرد و کمی عصبی می‌باشد. «دواین هوور» صاحب ثروتمند یک نمایندگی خودرو است که در آستانه خودکشی می‌باشد.

## بازیگران
- بروس ویلیس
- آلبرت فینی
- نیک نولتی
- باربارا هرشی
- گلن هدلی
- لوکاس هاس
- عمر اپس
- شاونی اسمیت
- اوون ویلسون